# 川上村立図書館
川上村立図書館（かわかみそんりつとしょかん）は、奈良県吉野郡川上村にある公共図書館である。

## 利用案内
- 開館時間：午前10:00-午後6:00
- 休館日
  - 毎週月曜（祝日の場合も休館）と毎月月末
  - 国民の祝日の翌日（月曜日が祝日の場合、翌日は開館）
  - 年末年始

## 周辺施設
- 森と水の源流館
- ホテル杉の湯
- 川上村役場
- 大滝ダム学べる建設ステーション